# František Kovářík
František Kovářík, född 1 oktober 1886 i Plzen, Österrike-Ungern, död 1 oktober 1984 i Prag, Tjeckoslovakien, var en tjeckisk skådespelare. Han började skådespela professionellt på scen 1908 och filmdebuterade 1913. Han medverkade i 70 år, fram till 1983, i tjeckoslovakiska filmer och TV-produktioner. Han spelade i princip aldrig huvudroller, men väckte ändå uppmärksamhet i sina många småroller. En av hans kändaste roller kom sent i karriären i komedifilmen Marečku, podejte mi pero! 1976, där han spelade professor Hrbolek.

## Filmografi, urval
- 1934 – Hej-rup!
- 1940 – Studujeme za školou
- 1946 – Att leva är underbart
- 1949 – Inga vittnen
- 1952 – Den stolta prinsessan
- 1964 – En narrkrönika
- 1975 – Pan Tau (TV-serie)
- 1976 – Marečku, podejte mi pero!
- 1976 – Sommarstället
- 1983 – En fauns mycket sena eftermiddag